# Griftland College
Het Griftland College is een protestants-christelijke middelbare school aan de Noorderweg 79 in het noorden van Soest. 
De school maakt samen met de Waldheim-mavo in Baarn deel uit van de Stichting Voortgezet Onderwijs te Baarn/Soest. Het Griftland College heeft richtingen voor mavo, havo, vwo en vwo-Xtra (vwo met Latijn). De school telt ongeveer 1470 leerlingen en werkt met een eenjarige brugperiode.

## Geschiedenis
Het Griftland College ontstond in 1977 door een fusie van het Chr. College Griftland en de Chr. Mavo, beide te Soest.
De Christelijke Mavo was in 1921 begonnen als mulo, het Chr. College Griftland werd in 1975 opgericht. Hierna werd begonnen met de bouw van een nieuw schoolgebouw dat op 7 november 1977 in gebruik genomen werd. Door het toegenomen aantal leerlingen werd de vroegere Christelijke Huishoudschool op de plaats van het huidige Verzetsplein. In 1996 werden alle leerlingen ondergebracht in een nieuw hoofdgebouw met o.a. een studiecentrum met mediatheek. Ook in 2000 en 2003 werden lokalen bijgebouwd, waaronder een
gymnastiekruimte en veel publieksruimte. Bij de uitbreiding in 2011 kwamen er naast extra lokalen ook een vierde gymnastiekzaal. Er zijn nu plannen voor een nieuwe schoolgebouw.

## Naamgeving
In 1239 ontstond aan de Noorderweg een gracht of grift ontstond die in rechtstreekse verbinding met de Eem. Na de aanleg van de 'Zoesdijc' werd de Praamgracht gegraven, evenwijdig aan de Oude Gracht. De gronden langs deze nieuw gegraven waterweg werden de Griftlanden genoemd. In de jaren zeventig van de 20e eeuw werd hierop het Griftland College gebouwd.

## Bekende oud-leerlingen
- Willem Hoolwerf, schaatser
- Saskia van Dorresteyn, ontwerpster en kunstenares
- Martijn Bink, journalist

## Bekende oud-leraren
- Jan Pieter Lokker, politicus